# Ghost Son
Pour plus de détails, voir Fiche technique et Distribution.
Ghost Son est un film d'épouvante britanno-hispano-italo-sud-africain réalisé par Lamberto Bava et sorti en 2007.
L'intrigue ne manque pas d'analogies avec Les Démons de la nuit (1977), l'un des derniers films tournés par Mario Bava, le père de Lamberto.

## Synopsis
Stacey et Mark sont jeunes et profondément amoureux. Ils vivent seuls en Afrique du Sud dans la ferme isolée de Mark, avec pour seule compagnie les présences « mystérieuses » qui rôdent dans la région. Mark meurt, mais Stacey est convaincue que son bien-aimé ne l'abandonnera jamais. En effet, dans un rêve, Mark lui apparaît et ils passent une nuit d'amour passionnée. De retour dans la réalité, Stacey découvre qu'elle est effectivement enceinte.
Après la naissance de Martin, c'est le début d'un cauchemar sans fin pour Stacey. La réalité se confond avec les fantasmes et les souvenirs, dans un tourbillon d'hallucinations et de délires inquiétants. Entre-temps, un soupçon incroyable s'impose à sa conscience : et si le bébé que Stacey a mis au monde était en réalité l'enfant d'un fantôme ?
Stacey découvre que l'âme de Mark est coincée sur terre par elle, par son trop plein d'amour, et que le seul moyen qu'il connaisse pour la récupérer est de la tuer, et qu'il utilise leur enfant à cette fin.
Dans un dénouement complexe, Stacey parvient à sauver son enfant et l'âme de Mark en lui criant qu'elle ne l'aime plus et qu'elle le déteste, et il disparaît en retrouvant la paix.
Dix ans plus tard, Stacey et Martin reviennent dans la maison qu'ils avaient abandonnée et elle avoue qu'elle aime toujours Mark, qu'elle n'a jamais cessé de l'aimer et qu'elle ne cessera jamais.

## Fiche technique
- Titre original : Ghost Son[2]
- Réalisation : Lamberto Bava
- Scenario : Silvia Ranfagni, Lamberto Bava
- Photographie :	Tani Canevari
- Montage : Raimondo Aiello
- Musique : Paolo Vivaldi (it)
- Effets spéciaux : Sergio Stivaletti, Leon Breytenbach, Bruno Albi Marini
- Décors : Davide Bassan (it)
- Costumes : Michela Marino
- Maquillage : Fabrizio Sforza, Goffredo Calisse
- Production : Pino Gargiulo, Enzo Giulioli, Marco Guidone, Terence S. Potter, Jacqueline Quella, Gianni Ricci, Paul Raleigh, Liza Essers, Enrico Coletti, Richard Green
- Société de production : Star Edizioni Cinematografiche, C.R.C., A.E. Media Corporation, Ghost Son Films, Camarote Films, Moviworld
- Pays de production :  Italie -  Afrique du Sud -  Espagne -  Royaume-Uni
- Langue originale : anglais
- Format : Couleurs - 2,35:1 - Son Dolby Digital - 35 mm
- Durée : 96 minutes
- Genre : Épouvante
- Dates de sortie :
  - Pays-Bas : 20 mars 2007 (DVD)
  - Italie : 4 mai 2007
- Interdit aux moins de 12 ans

## Distribution
- Laura Harring : Stacey
- John Hannah : Mark
- Pete Postlethwaite : Doc
- Coralina Cataldi Tassoni : Beth
- Mosa Kaiser : Thandi
- Susanna Laura Ruedenberg : pédiatre
- Jake David Matthewson : Martin
- Mary Twala : Leleti
- Vanessa Cooke : gynécologue
- Jeremiah Ndlovu : Bongani

## Accueil critique
Les critiques ont été globalement négatives. Elvezio Sciallis sur le site latelanera.com estime que le film est un désastre et une honte pour le cinéma italien : « L'Afrique est naturellement violée en commençant par un scénario indigne qui stagne dans les eaux de la rhétorique la plus atroce, avec de vieux hommes noirs qui connaissent les esprits, les clichés habituels sur l'homme blanc qui ne comprend pas la vraie nature de ce continent, le tout assaisonné d'un animisme si générique et approximatif qu'il offusquera même le public le moins préparé ».